# Spiritus Domini
Spiritus Domini (deutsch der Geist des Herrn) ist, nach seinem Incipit, der Titel eines Motu proprio, das Papst Franziskus am 10. Januar 2021 erließ. Damit regelte er die Bestimmungen zu den liturgischen Diensten des Lektors und des Akolythen neu. Die zuletzt im Abschnitt VIII. von Ministeria quaedam dargelegte Sicht, diese seien „gemäß der altehrwürdigen Tradition der Kirche den Männern vorbehalten“ wird geändert und nun auch Frauen offiziell zu diesen liturgischen Laiendiensten zugelassen. Die übrige rechtliche liturgische Ausgestaltung der Laiendienstübertragung bleibt erhalten. Ausdrücklich hebt der Papst hervor, dass das im Taufsakrament gründende königliche Priestertum aller Gläubigen das erheblich schwergewichtigere Argument im Vergleich zur langen Tradition des Ausschlusses eines Geschlechts sei.
Kern des Dokuments ist die Änderung von Kanon 230 (1) des lateinischen Kirchenrechts dahingehend, dass getaufte Laien, die das entsprechende Alter und die Fähigkeit haben, mit „dem festgelegten liturgischen Ritus dauerhaft in den Diensten der Lektoren und Akolythen eingesetzt werden“, dadurch aber kein Anspruch auf Entgelt vonseiten der Kirche entsteht.
Durch diesen Akt gibt der Papst der längst gewohnten kirchlichen Praxis einen rechtlichen Rahmen. Gottesdienstliche Funktionen von Frauen sind nicht länger Ausnahmeregelung, sondern kirchlicher Dienst kraft der Taufe. Papst Franziskus entspricht damit einer, wie er schreibt, in mehreren Synoden vorgebrachten Anregung. Zuletzt war im Schlussdokument der Amazonassynode 2019 im Vatikan unter Punkt 95 der Wunsch formuliert worden, dass in der Kirche „Männern und Frauen gleichermaßen Dienstämter übertragen werden.“ Auch in diesem Dokument wird dies mit der „in der Taufe erlangten Würde“ begründet.
Gleichzeitig bekräftigt Papst Franziskus in einem an den Präfekten der Glaubenskongregation Luis Kardinal Ladaría gerichteten Begleitbrief die von Johannes Paul II. im Apostolischen Schreiben Ordinatio Sacerdotalis formulierte Lehre, dass die Kirche keine Vollmacht habe, Frauen das Weiheamt zu spenden.
Der Wiener Erzbischof, Kardinal Christoph Schönborn erklärte in einem Kommentar zum Motu Proprio, das Dokument sei „eine Klarstellung dessen, was von der Taufe jedem Christen und jeder Christin grundsätzlich offensteht, nämlich dass der Dienst am Wort Gottes und der Dienst in der Liturgie nicht mit dem Weihesakrament verbunden ist, sondern ein genuiner, ursprünglicher Laiendienst ist. Das ist ein Wunsch, der seit inzwischen fast 50 Jahren in der Kirche immer wieder geäußert worden ist nach dem Konzil, und es ist schön, dass er durch Papst Franziskus auch die offizielle kirchenrechtliche Gestalt bekommt, die er in der Praxis der Kirche bereits hat.“